# Copahue (Vulkan)
Der Copahue ist ein Vulkan in den Anden Patagoniens an der Grenze zwischen Chile und Argentinien.
Der 2997 Meter hohe Stratovulkan liegt an der Grenze zwischen der argentinischen Provinz Neuquén und der chilenischen Region Bío-Bío. Es reihen sich neun Vulkankrater entlang einer zwei Kilometer langen Riftzone mit ONO-WSW-Ausrichtung. Im östlichen Gipfelkrater befindet sich ein 300 Meter breiter saurer Kratersee. Während der Eruptionen im 20. Jahrhundert wurde pyroklastisches Gestein aus dem Kratersee geschleudert.
Der Copahue hatte mindestens sechs Eruptionen während des Holozäns. Die jüngste Eruption fand am 22. Dezember 2012 statt, die Eruptionssäule stieg 1500 Meter hoch. Nach erhöhter Aktivität des Vulkans Ende Mai 2013 wurden rund 3000 Bewohner in einem Umkreis von 25 Kilometer evakuiert.
Im Umkreis des Vulkans gibt es mehrere heiße Quellen. Im nahegelegenen gleichnamigen Ort Copahue in Argentinien werden diese zu Kur- und Heilzwecken genutzt.

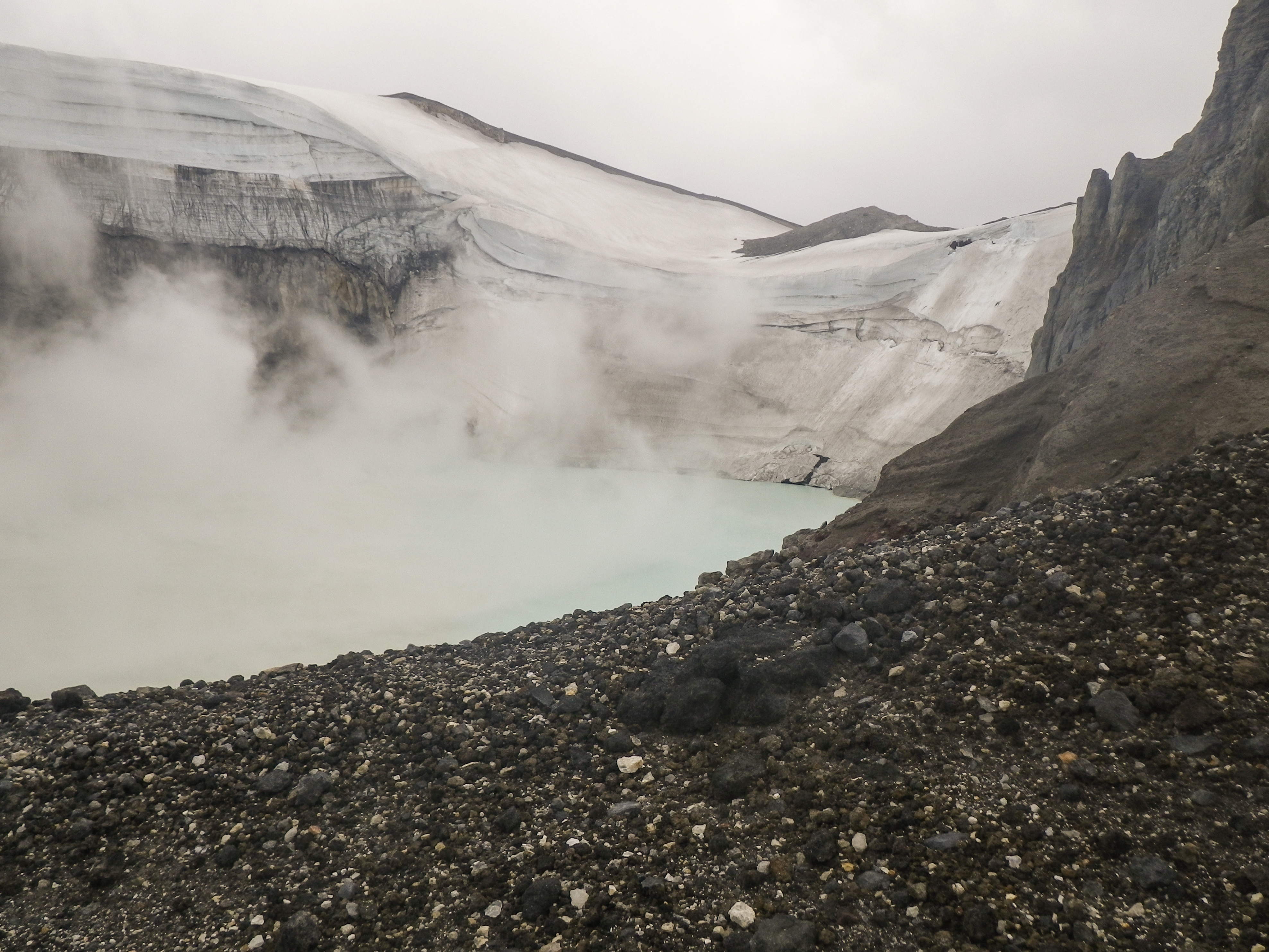
Kratersee des Copahue
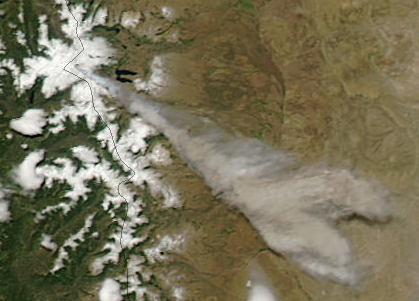
Satellitenbild vom 22. Dezember 2012 mit Rauchfahne